# Nemours
Nemours er en by i departmentet Seine-et-Marne i regionen Île-de-France. Byen ligger ved floden Loing og kanalen Canal du Loing og havde pr. 1. januar 2007 12.813 indbyggere.
48°16′07″N 2°41′37″Ø / 48.2686°N 2.6936°Ø